# Capacidad instalada
La capacidad nominal, también conocida como la capacidad instalada o efecto máximo, se refiere a la plena carga técnica de salida de una instalación de una planta de energía, una planta química, planta de combustible, refinería de metales, minería, y muchos otros.
Para la generación útil, esta capacidad depende de la capacidad técnica interna de la planta de mantener la producción durante una cantidad de tiempo razonable (por ejemplo, un día), ni momentáneamente ni de forma permanente, y sin tener en cuenta acontecimientos externos, tales como la falta de combustible o eventos internos tales como el mantenimiento. La generación real puede ser diferente a la capacidad nominal para una serie de razones en función de los equipos y de las circunstancias.
Las plantas de energía con una producción constantemente cercana a su capacidad nominal tienen un factor de planta alto.